# Caenocryptus rugosus
Caenocryptus rugosus là một loài tò vò trong họ Ichneumonidae.